# 이수한 (1981년)
이수한(1985년 12월 18일 ~ )은 대한민국의 희극 배우이다.
이수한은 오랫동안 유도를 수련했다

## 출연작

### 방송
- 웃찾사 (SBS)
  - 굿닥터 (2013.10.11 ~ 2014.05.16)
  - 말로 합시다 (2013.11.22 ~ 2014.01.24)
  - 부산특별시 (2013.12.20 ~ 2014.10.03)
  - 의뢰인 (2014.05.16 ~ 2014.05.16)
  - 알바넷 (2014.07.25 ~ 2014.09.12)
  - 막둥이 (2014.08.22 ~ 2015.08.16)
  - 배우고 싶어요 (2014.12.05 ~ 2015.06.07)
  - 이야~ (2015.07.26 ~ 2016.01.31)
  - 부담스런 거래 (2015.11.01 ~ 2016.10.26)
  - YOP (2016.03.04 ~ 2016.09.21)
  - 사줘요 (2016.10.12 ~ 2016.12.07)
  - 어쩌리 파출소 (2016.11.16 ~ 2016.12.21)
  - 해줘라 (2016 ~ 2017.03.15)
  - 저승사자 (2017.02.08 ~ 2017.03.15)
  - 안녕 (2017.05.17 ~ 2017.05.31)
- 코미디빅리그 (tvN)
  - 바디피플 (2011.09.17 ~ 2011.11.19)
- 개그시대 (채널A)
  - 큰일났어
  - 해드림
- 뮤직 코믹쇼 (MBC 뮤직)
- WHY 최고다! 호기심딱지 (EBS)
- 일요일이 좋다 런닝맨 (SBS)

#### 연극
- 광수생각

#### 뮤직비디오
- 배드키즈 - 바밤바

#### 유튜브
- 쿠잉커플
- 내가박스
- 1등미디어
- 오인분